# Kanton L’Île-d’Yeu
Der Kanton L’Île-d’Yeu ist seit 1801 ein französischer Wahlkreis im Arrondissement Les Sables-d’Olonne, im Département Vendée und in der Region Pays de la Loire. Er besteht aus der Gemeinde Île d’Yeu mit insgesamt 4887 Einwohnern (Stand: 2022) auf einer Gesamtfläche von 23,32 km².

## Name
Die Insel L’Île-d’Yeu hieß bis zur Französischen Revolution L’Isle-Dieu (Gottesinsel). Sie erhielt dann jeweils für kurze Zeit den Namen Île-de-la-Réunion und Rocher-de-la-sans-Culotterie. Seit 1801 trägt sie den heutigen Namen. Allerdings wurde von 1793 bis 1801 und zu Beginn des 19. Jahrhunderts ab und zu noch die heute nicht mehr gebräuchliche Schreibweise L'Ile-Dieu benutzt. Parallel dazu änderte der Kanton seinen Namen.
Vor dem März 2015 besaß der Kanton den INSEE-Code 8510.

## Bevölkerungsentwicklung
| 1962 | 1968 | 1975 | 1982 | 1990 | 1999 | 2009 |
| ---- | ---- | ---- | ---- | ---- | ---- | ---- |
| 4739 | 4786 | 4766 | 4880 | 4941 | 4788 | 4699 |